# Cimburk (hrad, okres Svitavy)
Cimburk je zřícenina hradu zvaného též Trnávka, která se nachází 8 km jihovýchodně od Moravské Třebové na dominantním kopci nad obcí Městečko Trnávka v okrese Svitavy. Od roku 1964 je chráněn jako kulturní památka.

## Historie hradu

### Vznik a úpravy
Koncem 13. století přišel na Moravu rod pánů z Cimburka a získal tu území kolem Trnávky v blízkosti Moravské Třebové. První moravský člen tohoto rodu Ctibor z Lipnice si vystavěl kolem r. 1300 u městečka Trnávky hrad, který byl nazýván někdy Cimburk (cimbuří-podle rodového erbu) nebo Trnávka podle vsi.

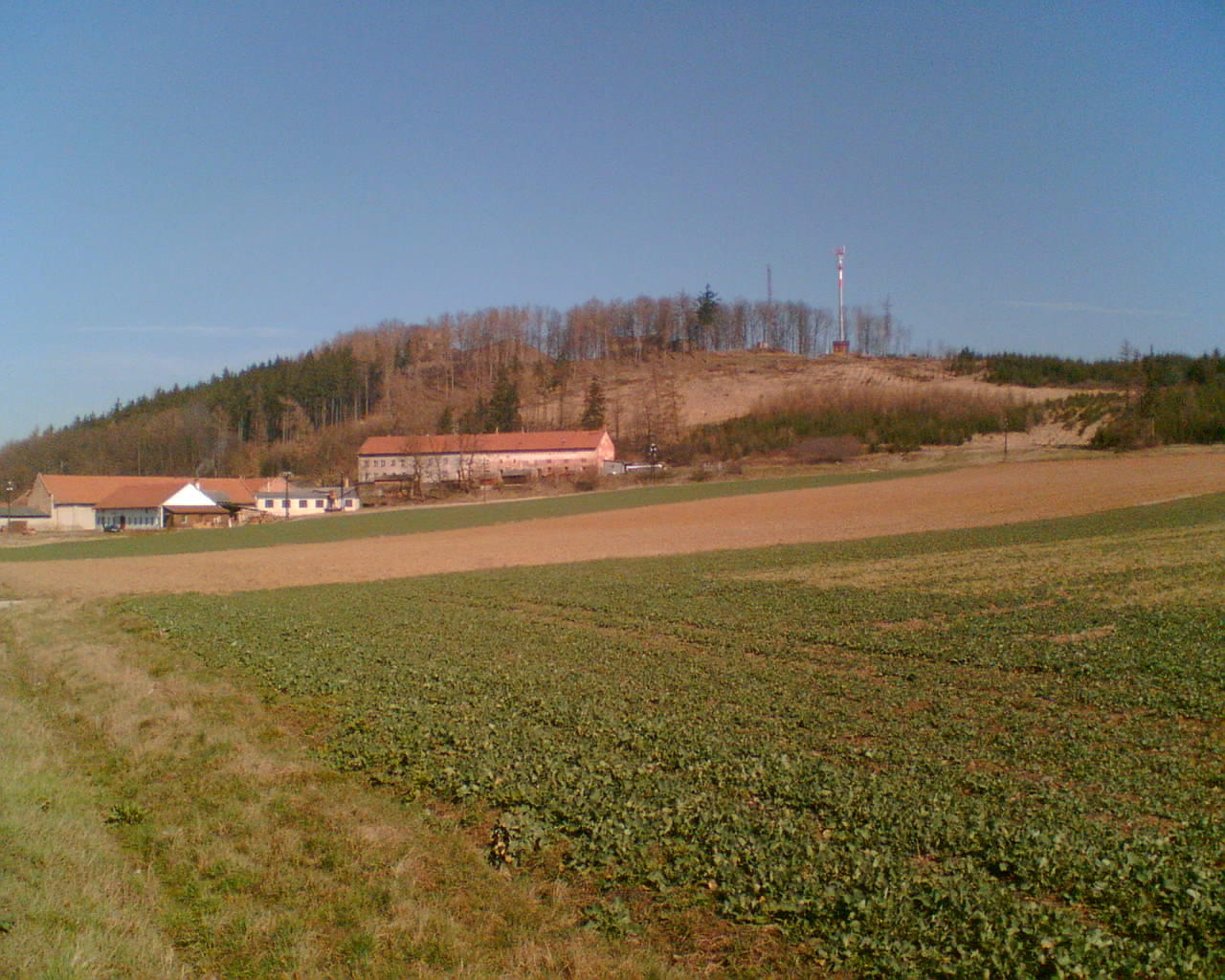
Zřícenina hradu od jihu

Poloha hradu byla velmi příznivá, protože se tu stýkaly dvě cesty, které střežil. Byl vybudován na kopci vysokém 412 m nad vsí Trnávka, který na S straně spadá příkře do údolí řeky Třebůvky, na severozápadní a jihozápadní straně chránil vlastní hrad 15 m široký příkop, zpevněný navíc předsunutým mohutným valem. Současně odděloval areál vlastního hradu, tvořícího jakýsi ovál o délce 300 m a šířce 35 m, od předhradí chráněného třemi věžemi (hlásku Cimburk neměl). Kolem předhradí vedla totiž jediná přístupová cesta k vlastnímu hradu, která mohla být z věží dokonale střežena.
O mohutnosti hradních opevnění dosud svědčí zachované přes 2,5 m silné zbytky hradebních zdí. Ještě dnes je možno rozeznat hlavní hradní objekty, zejména hradní palác a zbytky věží předhradí, zbytky hradeb, brány s příkopy se zasypanou studnou. Z detailů pak gotické okno ve stěně paláce a pozdně gotické ostění dveří v jihozápadní palácové přístavbě. V minulých letech bylo ve zříceninách nalezeno i množství kachlů s různými motivy.
Řád německých rytířů hodlal před 1. světovou válkou hrad Cimburk znovu vybudovat. Dal zde provést důkladný stavební a archeologický průzkum, při němž byl mj. nalezen v roce 1934 cenný poklad více než 2500 ks stříbrných minci ze 13. století, který je uložen ve sbírkách Národního muzea v Praze.

### Dějiny
V roce 1308 zdědili hrad synové Ctibora z Lipnice Bernart a Ctibor. Ti měli v okolí i několik vlastních manů. Krátce nato přešel hrad do majetku pánů z Lipé, zatímco Bernart z Cimburka si kolem roku 1320 postavil nový hrad Cimburk (u Koryčan). Páni z Lipé drželi Cimburk jen krátce, protože panství přešlo do rukou Moravských markrabat. Markrabě Jošt postoupil v roce 1406 hrad s městečkem Trnávkou a s dalším příslušenstvím Markétě ze Šumvaldu, manželce Dobše z Popovic.
Za husitských válek patřil hrad k čelným opěrným bodům husitů. Před rokem 1446 jej Dobeš z Popovic prodal Vaňkovi z Boskovic v jehož rodě zůstal do roku 1547. Vaňkův syn Oldřich z Boskovic provedl na hradě drobné úpravy a pod hradem založil rybník.
Později se stal hrad a panství majetkem Edera ze Štiavnice a příslušníků několika dalších rodů. Na konci 16. století drželi Cimburk Věžníkové z Věžník, z nichž Magdalena, rozená z Říčan, postoupila zboží v r. 1629 knížeti Karlu z Lichtenštejna. Od té doby měly Cimburk, Trnávka a Moravská Třebová stejné držitele. Když se v r. 1645 Švédové zmocnili velké části severní Moravy, byla na Cimburk umístěna císařská posádka, která se pro celé okolí stala spíše přítěží, jež místo ochrany vydírala. Po přesunu posádky do Brna v říjnu 1645 hrad postupně začal chátrat, neboť střediskem panství se stala Moravská Třebová. Byl využíván jen příležitostně (stal se např. útočištěm moravskotřebovských měšťanů za moru v roce 1715), od roku 1766 byl již úplně opuštěn a v roce 1776 po úderu blesku vyhořel. Od roku 2000 zde probíhal projekt záchrany památky.

### Současnost
V 60. letech minulého století tu bylo vybudováno letní divadlo v přírodě. Dnes je zřícenina majetkem Obce Městečko Trnávka a byla zařazena do seznamu významných státních památek.